# Twierdzenie Milmana-Pettisa
Twierdzenie Milmana-Pettisa – w analizie funkcjonalnej, twierdzenie mówiące, że jednostajnie wypukłe przestrzenie Banacha są refleksywne. Twierdzenie zostało udowodnione niezależnie przez Milmana i Pettisa. Inne dowody podali także Kakutani oraz Ringrose.

## Dowód Ringrose’a
Niech {\displaystyle X} będzie jednostajnie wypukłą przestrzenią Banacha włożoną w sposób kanoniczny w drugą przestrzeń sprzężoną {\displaystyle X^{**}.} Niech {\displaystyle x^{**}} będzie elementem {\displaystyle X^{**}} o normie 1. Refleksywność przestrzeni {\displaystyle X} oznacza, że {\displaystyle x^{**}} należy do {\displaystyle X,} co należy wykazać.
Ponieważ kula jednostkowa {\displaystyle B_{X}} przestrzeni {\displaystyle X} jest domknięta w {\displaystyle X^{**}} wystarczy wykazać, że dla każdego {\displaystyle \varepsilon >0} istnieje taki element {\displaystyle x\in B_{X},} że {\displaystyle \|x^{**}-x\|<\varepsilon .} Dla {\displaystyle \varepsilon >0} niech
{\displaystyle \delta =\inf\{\gamma >0\colon \forall w,z\in B_{X}\;\|w-z\|\geqslant \varepsilon \Rightarrow \|{\tfrac {1}{2}}(w+z)\|\leqslant 1-\gamma \}.}
Ponieważ {\displaystyle \|x^{**}\|=1,} istnieje takie {\displaystyle f\in X^{*}} o normie 1, że
{\displaystyle \langle x^{**},f\rangle >1-{\tfrac {\delta }{2}}.}
Niech
{\displaystyle V=\{y^{**}\in X^{**}\colon \langle y^{**}-x^{**},f^{*}\rangle <{\frac {\delta }{2}}\}.}
Wówczas {\displaystyle V} jest zbiorem otwartym w sensie *-słabej topologii w {\displaystyle X^{**}.} Z twierdzenia Goldstine’a wynika, że istnieje {\displaystyle x} który należy do zbioru {\displaystyle V\cap B_{X}.} Wystarczy zatem wykazać, że {\displaystyle \|x^{**}-x\|<\varepsilon .} Gdyby tak nie było, to zbiór
{\displaystyle W=X^{**}\setminus (x+\varepsilon B_{X^{**}})}
byłby *-słabo otwarty oraz {\displaystyle x^{**}} byłby jego elementem. Z twierdzenia Goldstine’a wynikałoby, że
{\displaystyle V\cap W\cap B_{X^{**}}\neq \varnothing .}
Niech zatem {\displaystyle y} będzie dowolnym elementem tego zbioru. Z określenia {\displaystyle \|y-x\|\geqslant \varepsilon .} Z jednostajnej wypukłości wynika zatem, że
{\displaystyle \|{\tfrac {1}{2}}(x+y)\|\leqslant 1-\delta .}
Jednak w szczególności {\displaystyle x,y\in V,} a zatem
{\displaystyle \langle x-x^{**},f\rangle ,\langle y-x^{**},f^{*}\rangle <{\frac {\delta }{2}}.}
Wynika stąd, że
{\displaystyle 2\langle x^{**},f\rangle <{\tfrac {\delta }{2}}+\langle x,f\rangle +{\tfrac {\delta }{2}}+\langle y,f\rangle =\delta +\langle x+y,f\rangle .}
W konsekwnecji,
{\displaystyle 1-{\tfrac {\delta }{2}}<{\tfrac {\delta }{2}}+\langle {\tfrac {x+y}{2}},f\rangle .}
Ostatecznie
{\displaystyle 1-\delta <\langle {\tfrac {x+y}{2}},f\rangle \leqslant {\tfrac {1}{2}}\|x+y\|,}
co prowadzi do sprzeczności z jednostajną wypukłością {\displaystyle X}.